# Station Opole Lubelskie
Station Opole Lubelskie is een spoorwegstation in de Poolse plaats Opole Lubelskie.